# Eriopyga monopis
Eriopyga monopis är en fjärilsart som beskrevs av Dyar 1914. Eriopyga monopis ingår i släktet Eriopyga och familjen nattflyn. Inga underarter finns listade i Catalogue of Life.